# Тител
Ти́тeл (серб. Тител) — город на севере Сербии в Южно-Бачском округе автономного края Воеводина. Административный центр Општины Тител. Расположен на реке Тисе, недалеко от места её впадения в Дунай.
Население города составляет 4522 человека (2022).

## История
Местность представляла собой римский военный лагерь Титулиум. В IX веке в Бачке правил болгарский князь Салан и выбрал его своей резиденцией. Под нынешним названием это место впервые упоминается в 1077 году, когда здесь был основан монастырь.
В 10 веке эта территория была завоевана венграми, которые правили здесь до тех пор, пока она не перешла к Османской империи в 1526 году. Первая перепись 1546 года показала, что население насчитывало 87 семей, большинство из которых были сербскими. В то время этим местом правил князь Дук Радич. Была православная и католическая церковь. В 17 веке было также три мечети.
Габсбургам удалось изгнать турок с этой территории в 1699 году, с 1750 по 1763 год город входил в «Военную границу», особой защитную зону на границе с Османской империей. В 1848—1849 гг. был частью сербской Воеводины, автономной области в составе Австрийской империи. С 1849 по 1872 год снова принадлежал «Военной границе», а затем уезду Бач-Бодрог.
После Первой мировой войны Тител стал частью Сербско-Хорватско-Словенского королевства, позже Королевства Югославия.

### Уроженцы
- Милева Марич (1875—1948), физик и первая жена Альберта Эйнштейна.
- Душан Попов (1912—1981), двойной агент и вдохновитель Джеймса Бонда.